# Kościeliskie Kopki

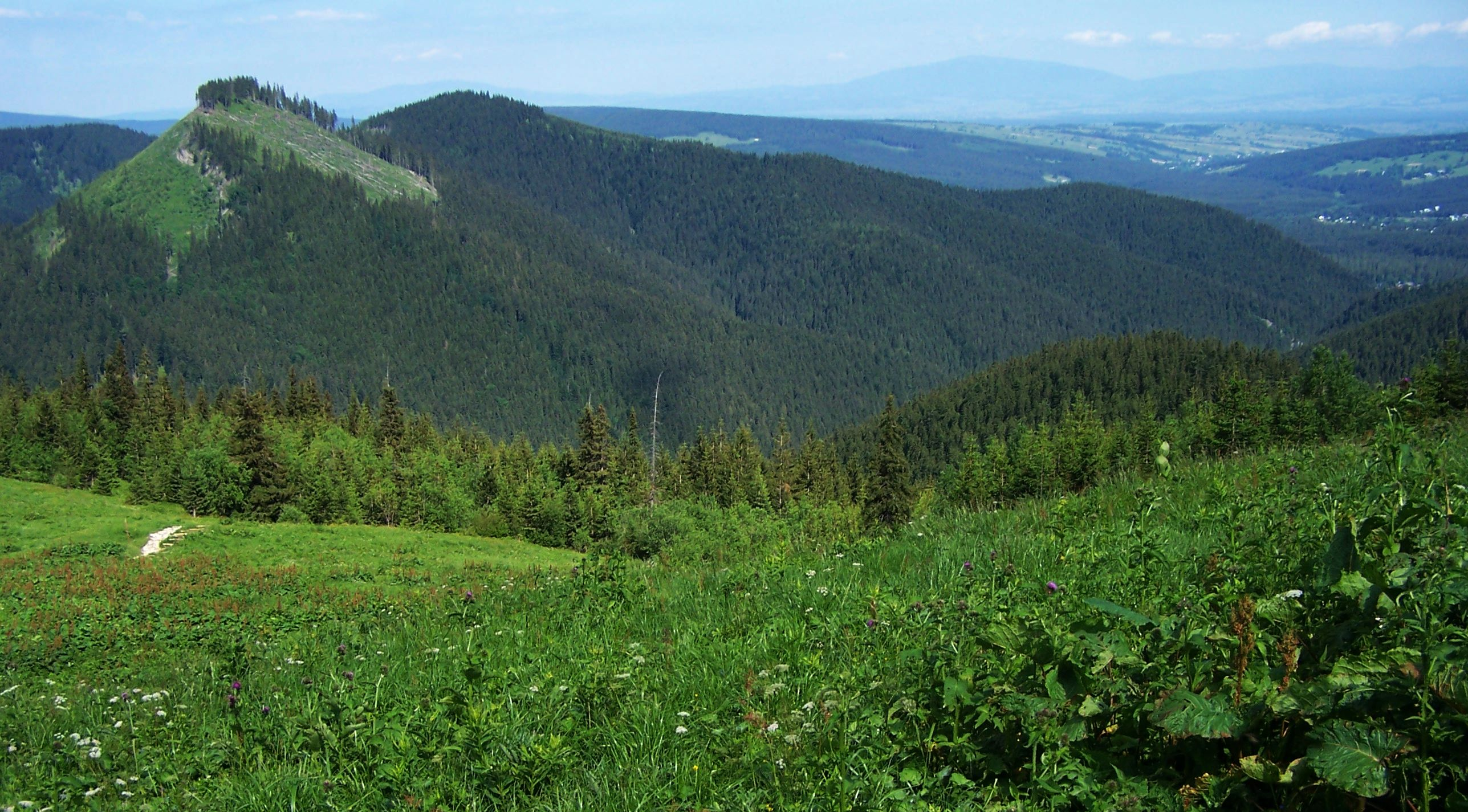
Widok z polany Upłaz

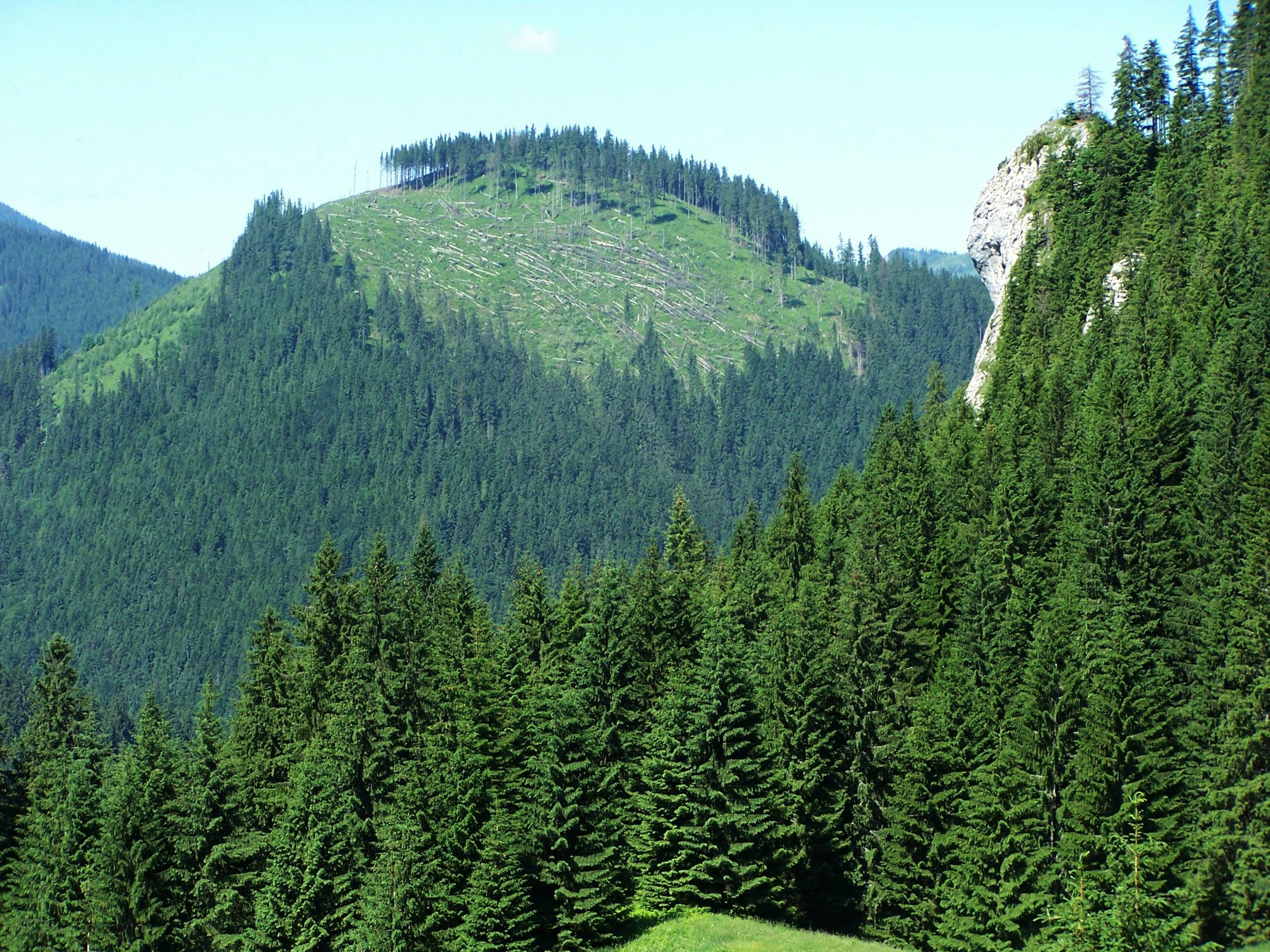
Zadnia Kopka – widok z Doliny Miętusiej. Po prawej stronie Niżnia Zawiesista Turnia

Kościeliskie Kopki – trzy wzniesienia leżące w paśmie reglowym pomiędzy Doliną Lejową a Doliną Kościeliską w polskich Tatrach Zachodnich. Są to: Przednia Kopka (1113 m), Pośrednia Kopka (1305 m) i Zadnia Kopka (1333 m).
Pomiędzy Przednią i Pośrednią Kopką znajduje się polana Kopka, dawniej wchodziła ona w skład Hali Kopka. Wszystkie są całkowicie porośnięte lasem, jedynie Zadnia Kopka kończy się od zachodu niezalesionym urwiskiem Świńskiej Turni. Znajdują się na terenie Tatrzańskiego Parku Narodowego, ale należą do Wspólnoty Leśnej Uprawnionych Ośmiu Wsi z siedzibą w Witowie. Prowadzona jest na ich terenie normalna gospodarka leśna. W 2004 r. potężny huragan zniszczył las na szczycie Zadniej Kopki. Góry przykryte są skałami wapiennymi, tzw. płaszczowiną reglową. Skały te powstały dalej na południe, a następnie w późnej kredzie (ok. 97 mln lat temu) nasunięte zostały na spodnią warstwę skał. W XIX wieku wydobywano w rejonie Kościeliskich Kopek rudy żelaza znajdujące się w bulastych wapieniach oraz manganity i hematyty zawarte w łupkach (w kopalni zwanej Kopka). Przetapiano je następnie w hucie w Starych Kościeliskach. Spomiędzy stoków Zadniej i Pośredniej Kopki spada do Doliny Kościeliskiej głęboki Wściekły Żleb, w stoki północno-zachodnie wcina się dolinka Jaroniec mająca wylot na polanie Biały Potok.
Z rzadkich w Polsce roślin na Kościeliskich Kopkach rósł storzan bezlistny (ostatnio nie potwierdzono jego występowania).